# فهرست بازی‌های ویدئویی ایرانی
این مقاله فهرست بازی‌های ویدئویی است که توسط شرکت‌های ایرانی ساخته یا پخش شده‌است. جدول بر پایه تاریخ انتشار بازی‌ها می‌باشد.

## فهرست
| نام                                 | پلتفرم                     | سبک                              | تاریخ انتشار      | شرکت طراح یا طراح                              | تهیه‌کننده حامی                                                                                      | جوایز | روش تهیه                                                                                              |
| ----------------------------------- | -------------------------- | -------------------------------- | ----------------- | ---------------------------------------------- | --------------------------------------------------------------------------------------------------- | --- | --- |
| دیو و دلبر (Beauty and the Beast)   | کامپیوتر کمودور ۶۴ و ۱۲۸   | اکشن ادونچر                      | پاییز ۱۳۷۳        | سیستم ۳ ایران                                  | مهام سامان پژوه محمد رضا شمسیان امیر توکل نیا                                                       | بازی برگزیده شرکت تولید کامپیوتر و کامپیوتر ساز | نسخه کاست و فلاپی دیسک                                                                                |
| علی بابا و چهل دزد بغداد            | MS-DOS                     | پلتفرمی - ماجرایی                | اردیبهشت ۱۳۷۴     | کامپیوتر شهرزاد                                | رامین ظفرعزیزی                                                                                      | ثبت در کارنامه سازمان پژوهشهای علمی و صنعتی ایران سال 1375 صفحه71 ردیف11 (مستند) رپرتاژ و آگهی فروش در روزنامه و مجلات رایانه ای (مستند) | فلاپی دیسک - ارائه به بازار و ثبت شده. برخی منابع معتبر: Gamedeveloper.com Mobygames.com Old-games.ru |
| حسنی و لوبیای سحر آمیز              | اندروید                    | jump and run                     | تابستان ۱۳۸۵      | کوثرنگاررایانه                                 | محمد بیک‌مولایی حمید بیک‌ملایی                                                                        | برترین بازی در حوزه کودک در اولین جشنواره رسانه‌های ملی دیجیتال | |
| عملیات انهدام ۳                     | ویندوز                     | 3D/ اکشن                         | تابستان ۱۳۹۸      | شرکت رسانه گستر بنیسی                          | شرکت رسانه‌گستر بنیسی                                                                                | کاندیدای مورد انتظارترین بازی سال ۱۳۹۸ | خرید نسخه دیجیتال خرید پستی                                                                           |
| ۴۱۱۴۸                               | اندروید                    | ماجراجویی                        | ۲۰۱۷              | مهدی فنائی                                     | مستقل                                                                                               | دیپلم افتخار بهترین دستاورد داستان بازی، اپیزود ۴ | خرید نسخه دیجیتال                                                                                     |
| پادشاهان جهان                       | 3D/ استراتژیک آنلاین       | ۱۳۹۴                             | گونای             | مستقل                                          | | | |
| جدل بر روی سرعت                     | اندروید                    | 3D/ ماشین‌سواری بی‌پایان           | ۱۳۹۱              | گونای                                          | مستقل                                                                                               | بهترین بازی ورزشی/ منتخب جشنواره شریف موبایل دانشگاه صنعتی شریف | |
| نجات بندر                           | اندروید                    | استراتژی                         | پاییز ۱۳۸۵        | تبیان                                          | تبیان                                                                                               | مقام سومی جشنواره خوارزمی در زمینه بازی رایانه‌ای | |
| برره سرزمین گمشده                   | اندروید                    | اکشن سوم شخص                     | تابستان ۱۳۸۷      | ویژه پرداز پارس                                | ویژه پرداز پارس                                                                                     | جشنواره رسانه دیجیتال | |
| لطفعلی‌خان زند                       | اندروید                    | سوم شخص اکشن                     | تابستان ۱۳۸۷      | هنرهای پویا                                    | هنرهای پویا                                                                                         | | |
| کلاب فوتبال من                      | اندروید                    | استراتژی آنلاین                  | تابستان ۱۳۸۸      | پیام پیک صدرا (پارس پیک)                       | پیام پیک صدرا (پارس پیک)                                                                            | | |
| آریایی‌ها: طلوع یک امپراتوری         |                            | استراتژی هم‌زمان                  | آبان ۱۳۹۷         | استودیو درخشان                                 | مستقل                                                                                               | اولین بازی اندروید ایرانی به سبک استراتژی هم‌زمان با موضوع تاریخ ایران و خاورمیانه باستان - اولین بازی با محوریت تاریخ و تمدن ایران باستان و چگونگی تشکیل اولین شاهنشاهی در سرزمین ایران بر اساس مستندات و وقایع تاریخی                         | |
| مدافعان کربلا                       |                            | اول شخص تیراندازی                | زمستان ۱۳۸۹       | کهن دشت پارسه                                  | بنیاد فرهنگی روایت                                                                                  | رسانه‌های دیجیتال | |
| میرمهنا (بازی رایانه‌ای)             |                            | اکشن اول شخص                     | تابستان۹۰         | اسپریس پویانما                                 | اسپریس پویانما                                                                                      | | |
| بازی آنلاین عصر پادشاهان            |                            | استراتژیک - آنلاین               | زمستان ۱۳۸۹       | توسعه سامان                                    | توسعه سامان                                                                                         | | |
| آسمان دژ                            |                            | تخیلی-فضایی آنلاین               | تابستان ۱۳۸۹      | توسعه گر شبیه‌ساز                               | توسعه گر شبیه‌ساز                                                                                    | | |
| طلای سیاه                           |                            | استراتژی مدیریتی                 | تابستان ۱۳۹۰      | رویاگران نرم‌افزار                              | رویاگران نرم‌افزار                                                                                   | | |
| گرشاسپ: گرز ثریت                    | ویندوز                     | سوم شخص اکشن                     | ۴ آبان ۱۳۸۹       | فن‌افزار شریف                                   | فن‌افزار شریف                                                                                        | | خریدنسخه‌دیجیتال                                                                                       |
| قتل در کوچه‌های تهران (بازی)         | ویندوز                     | ادونچر سوم شخص                   | تابستان ۱۳۹۰      | استودیو بازیسازی کهربای کویر (رسانا شکوه کویر) | عصر بازی پارسه                                                                                      | رسانه‌های دیجیتال | |
| گرشاسب: راز اژدها                   | ویندوز                     | سوم شخص اکشن                     | ۱۳۹۱              |                                                | | | خریدنسخه‌دیجیتال                                                                                       |
| مبارزه در خلیج عدن                  |                            | اکشن اول شخص                     | فروردین ۱۳۹۱      | استودیو آمیتیس بازی رایان                      | ارتش جمهوری اسلامی ایران                                                                            | | خرید پستی                                                                                             |
| میرزا کوچک‌خان جنگلی (بازی رایانه‌ای) |                            | اکشن اول شخص                     | تابستان ۱۳۹۱      | بازی نگار نو اندیش                             | تبیان                                                                                               | | |
| شبان                                |                            |                                  | ۱۳۹۱              |                                                | | | |
| سیلک                                | آندروید و مک اُ اس          | بورد گیم                         | زمستان ۱۴۰۰       | شهاب‌الدین حبیبی خوزانی (شاه آب)                | شاه کار آب                                                                                          | | خرید نسخه دیجیتال از فروشگاه اپلیکیشن بازار                                                           |
| بهرام بز و درخت عاشورستان           | آندروید                    | پلتفرمر - رانر                   | زمستان ۱۴۰۳       | شهاب‌الدین حبیبی خوزانی (شاه آب)                | شاه کار آب                                                                                          | | خرید نسخه دیجیتال از فروشگاه اپلیکیشن مایکت                                                           |
| یوشت                                | آندروید و مک اُ اس          | پازل                             | زمستان ۱۴۰۳       | شهاب‌الدین حبیبی خوزانی (شاه آب)                | شاه کار آب                                                                                          | | خرید نسخه دیجیتال از فروشگاه اپلیکیشن مایکت                                                           |
| پازیریک                             |                            |                                  |                   | شهاب‌الدین حبیبی‌خوزانی (شاه آب)                 | دانشگاه آزاد اسلامی واحد کاشان                                                                      | رتبه نخست لیگ سه بعدی مسابقات ملی بازی‌سازی رایانه‌ای KGDC2012 | |
| سیاوش (بازی رایانه‌ای)               | ویندوز                     | اکشن نقش آفرینی                  | تابستان ۱۳۹۱      | سورنا پردازش آریا                              | سورنا پردازش آریا                                                                                   | بهترین بازی سال ایران سال ۱۳۹۱ از جشنواره بازی‌های تهرانبهترین بازی از نظر فنی سال ۱۳۹۱ از جشنواره بازیهای تهرانکسب نشان زرین سرآمد و عنوان بهترین بازی سال ایران ۱۳۹۱ از ششمین جشنواره رسانه‌های دیجیتال ایران                                  | خرید نسخه دیجیتال                                                                                     |
| مبارزه در خلیج عدن: مدار ده درجه    | ویندوز                     | شبکه و آنلاین در سبکاکشن اول شخص | ۳۰ دی ۱۳۹۲        | موسسه رسانه پرداز آمیتیس                       | ارتش جمهوری اسلامی ایران، مرکز توسعه فناوری و رسانه‌های دیجیتال و مؤسسه رسانه پرداز آمیتیس           | دیپلم افتخار بخش فنی سومین جشنواره بازی‌های رایانه‌ای | خریدپستی                                                                                              |
| ارتش‌های فرازمینی                    | ویندوز                     | اکشن اول شخص                     | اواخر زمستان ۱۳۹۲ | استودیو راسپینا                                | مستقل. با کمک بنیاد ملی بازی‌های رایانه‌ای                                                            | | خریدنسخه‌دیجیتال                                                                                       |
| مجموعه باری‌های وبکمی امپراتور       | واقعیت افزوده              | تابستان ۱۳۹۳                     | ۱۳۹۳              | کوثرنگاررایانه ناشر:امپراتور                   | محمد بیک‌مولایی حمید بیک‌ملایی برترین اثر در بخش فناوری بازی‌های چهارمین جشنواره رسانه‌های دیجیتال \|\| | | |
| شب‌گرد: طلوع تاریکی                  |                            | تیراندازی سوم شخص                | ۲۵ تیر ۱۳۹۳       | استودیو پردیس گیم                              | ---                                                                                                 | --- | |
| فروت کرفت                           | اندروید                    | کارت بازی آنلاین                 | شهریور ۱۳۹۳       | استودیو تاد                                    | مستقل                                                                                               | کسب نشان سرآمد در هفتمین جشنوارهٔ رسانه‌های دیجیتال مقام اول جشنواره موبایل و وب ایران (گروه بازی) مقام اول جشنواره پردیس (گروه بازی و سرگرمی) مقام اول جشنواره دانشجوی بازی ساز (بخش موبایل)                                                    | |
| پسرخوانده                           | اندروید/ویندوز             | استراتژی                         | مرداد۱۳۹۶         | استودیو پاییزان                                | | | |
| پروانه: میراث نگهبانان نور          | ویندوز                     | اکشن ماجرایی                     | شهریور ۱۳۹۳       | استودیو Berded Bird                            | موسسه فرهنگی هنری کاظمیون                                                                           | بازی برتر سال چهارمین جشنواره بازی‌های رایانه‌ای تهران بهترین بازی اکشن ماجرایی بهترین جلوه‌های صوتی بازی بهترین طراحی بازی بهترین موسیقی بازی بهترین هنر سه‌بعدی و بهترین دستاورد سینماتیک کاندیدای بهترین بازی سال جهان از سوی گیم کانکشن فرانسه | خرید نسخه دیجیتال                                                                                     |
| پرسیتی                              | اندروید                    | شبیه‌سازی                         | بهار ۱۳۹۵         | استودیو تاد                                    | مستقل                                                                                               | - مقام اول و نشان سرآمد در جشنواره رسانه‌های دیجیتال مقام اول در جشنوارهٔ ایران ساخت (بخش بازی) کسب غزال زرین جشنوارهٔ بازی‌های رایانه‌ای تهران | |
| والیبال ۲۰۱۶                        |                            | ورزشی                            | ۳ خرداد ۱۳۹۵      |                                                | | | |
| آمیرزا                              | اندروید                    |                                  | آذر ۱۳۹۶          |                                                | | | |
| قصه بیستون                          |                            |                                  | ۱۳۹۷              |                                                | | | |
| دلاور                               | اندروید                    | 3D/ اکشن                         | ۱۳۹۵              | گونای                                          | سازمان فضای مجازی سراج                                                                              | | |
| سایفارم                             | شبیه‌سازی                   | ۱۳۹۸                             | استودیو تاد       | مستقل                                          | | | |
| کوییز آو کینگز                      | اندروید                    | کلمات و دانستنی                  | ۱۳۹۴              | شرکت دانش پروران امیرکبیر                      | | - بهترین بازی مردمی سال ۱۳۹۵ در ششمین جشنواره بازی‌های رایانه‌ای | |
| سفیر عشق:روز واقعه (بازی ویدئویی)   | ویندوز                     | اکشن سوم شخص                     | ۱۳۹۹              | شرکت رسانا شکوه کویر                           | سازمان بسیج                                                                                         | | خرید نسخه دیجیتال خرید پستی                                                                           |
| نامه باستان                         | ویندوز                     | سوم شخص شمشیربازی و سکوبازی      | ۱۴۰۰              | پدواز                                          | | | دریافت رایگان                                                                                         |
| مختار: فصل قیام                     | ویندوز                     | اکشن سوم شخص                     | ۱۴۰۰              | مرکز تولید و نشر دیجیتال انقلاب اسلامی         | سازمان بسیج                                                                                         | | |
| واپسین رزم سامورایی                 | ویندوز                     | اکشن سوم شخص                     | ۱۴۰۰              | پدواز                                          | | | |
| پسا پایان روزگار                    | ویندوز                     | اکشن سوم شخص و تیراندازی         | ۱۴۰۰              | پدواز                                          | | | |
| زولا                                | ویندوز و آ او اس و اندروید | اکشن سوم شخص آنلای               | ۱۳۹۲ یا ۲۰۱۳      | مدبایت                                         | سورنا گیمز                                                                                          | | خرید نسخه فیزیکی و خرید رایگان                                                                        |
| فرمانده مقاومت: نبرد آمرلی          | ویندوز                     | اول شخص تیراندازی                | ۱۴۰۰              | موسسه فرهنگی هنری منادیان بصیرت                | سازمان بسیج                                                                                         | | خرید نسخۀ دیجیتال خرید پستی                                                                           |
| خشم برج ها                          | ویندوز                     | استراتژی دفاع قلعه ای            | ۱۴۰۲              | تیم آلفا استورم                                | استودیو مستقل                                                                                       | | نسخه دیجیتال از طریق سکوی استیم و هیولا                                                               |